# Volcanalia
I Volcanalia erano una festività della Religione romana che si celebrava il 23 agosto in onore di Vulcano, a simboleggiare i fuochi estivi, principalmente quelli usati in agricoltura in occasione del raccolto.
I Volcanalia erano una delle festività incluse nell'antico calendario sacro. La celebrazione avveniva nel Volcanal, che si trovava fuori dal pomerio della Roma antica, a sud-est del Campidoglio, dove si era posto l'altare del dio. In seguito venne costruito il tempio di Vulcano, già esistente nel 214 a.C. e il cui anniversario cadeva proprio il 23 agosto, nei pressi del Circo Flaminio, quindi sempre fuori dal pomerio.
Il fatto che la festività fosse celebrata fuori dal pomerio è significativa: Vulcano era il dio del fuoco distruttivo, al contrario di Vesta che era la dea del fuoco domestico, e dunque il suo culto veniva osservato fuori dalle mura. Il dio aveva due "attendenti": Maia e Stata Mater, rispettivamente il fuoco che si allarga e quello che si ferma.
Dieci giorni prima delle calende di settembre, ovvero il 23 agosto, si svolgevano i Ludi Piscatorii. I giochi onoravano i pescatori dell'altra riva del Tevere rispetto alla posizione della città. Nel fuoco del Volcanal venivano sacrificati piccoli pesci ancora vivi.. Pare che durante questa festa la gente usasse appendere abiti o stoffe al sole; secondo Dumézil questa pratica rituale potrebbe riflettere un legame teologico tra Vulcano e il dio Sole. Inoltre, ogni anno, in occasione dei Volcanalia, un cinghiale e un bue dal manto rosso-bruno venivano sacrificati.